# Linhas Cruzadas
Linhas Cruzadas é um programa de televisão exibido pela TV Cultura desde 2021. Apresenta o formato de debate entre a jornalista Thaís Oyama e o filósofo Luiz Felipe Pondé em torno de questões contemporâneas.
O programa estreou em 28 de janeiro de 2021 com o episódio "A lenda da democracia". Desde então, é exibido semanalmente e aborda temas voltados ao noticiário recente e a temas sócio-históricos e político-econômicos.